# Cristoforo Buondelmonti
Cristoforo Buondelmonti (asi 1385 – asi 1430) byl italský františkánský kněz a cestovatel. Proslavil se šířením nových poznatků o Řecku a jeho starověkých památkách v Západním světě.

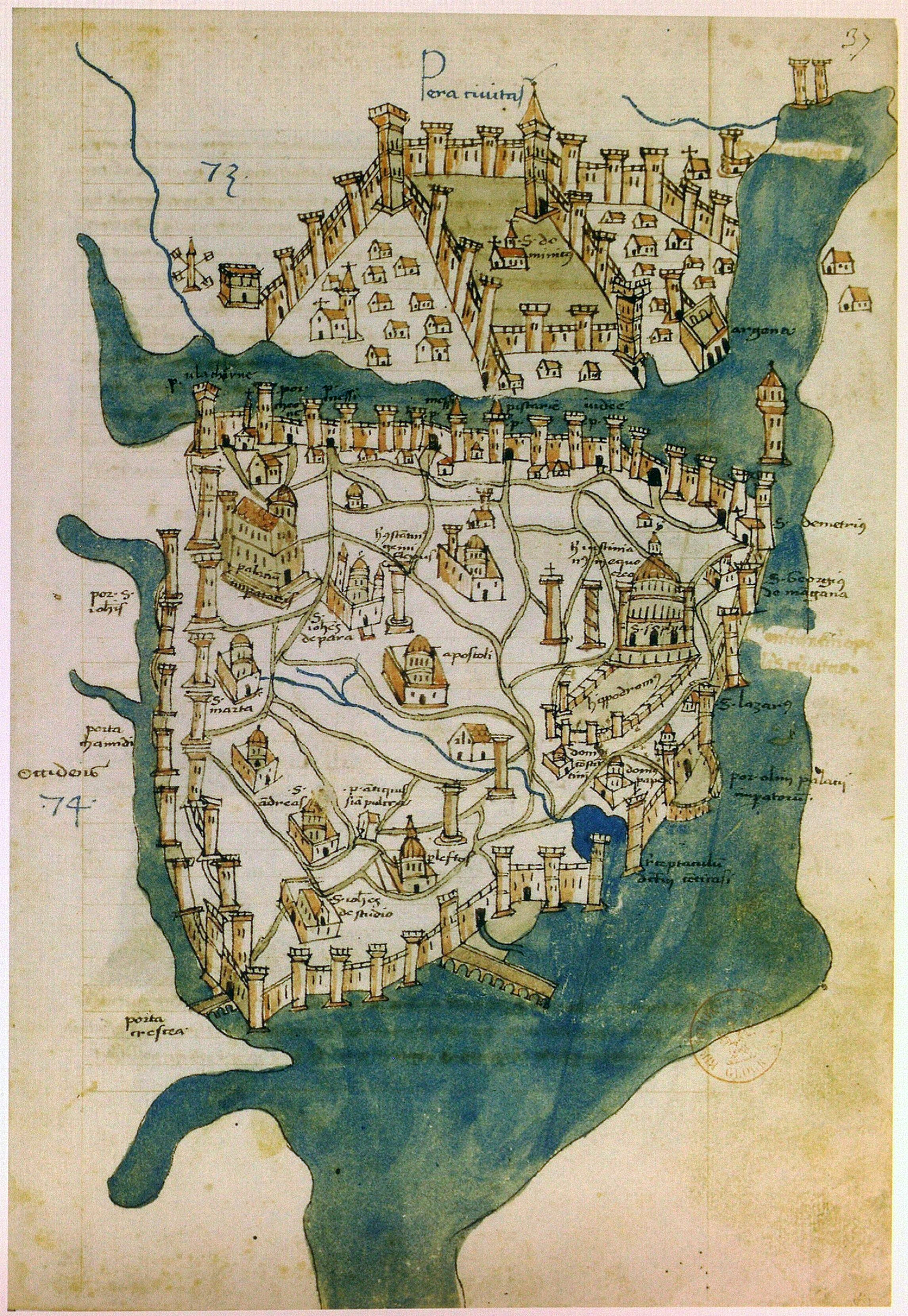
Mapa Konstantinopole z roku 1420 v Liber insularum archipelagi.

## Životopis
Narodil se kolem roku 1385 do významné florentské rodiny. Řečtinu studoval pod vedením italského učence Guarina da Verona, a další vzdělání získal díky vlivnému florentskému humanistovi Niccolu Niccolimu. V roce 1414 vstoupil do kněžského stavu a následně sloužil jako rektor kostela ve Florencii. 
Buondelmonti opustil své rodné město kolem roku 1414, aby se mohl věnovat cestování. Jeho přednostním cílem byly především ostrovy v Egejském moři, avšak v 20. letech 14. století navštívil i Konstantinopol. Po těchto cestách se věnoval literární tvorbě a napsal dvě významná historicko-geografická díla: Descriptio insulae Cretae (1417, ve spolupráci s Niccolò Niccoli) a Liber insularum Archipelagi (1420). Tyto knihy kombinují geografické informace se současnými mapami a plavebními směry. Descriptio insulae Cretae obsahuje nejstarší dochovanou mapu Konstantinopole, představující jediný známý dokument před osmanským dobytím města v roce 1453.
Během svých cest po ostrově Andros zakoupil Buondelmonti roku 1419 řecký rukopis, který později přivezl do Itálie. Tento rukopis se stal známým pod názvem Hieroglyphica a zaujal významné místo nejen v humanistickém myšlení, ale také ve světě umění. 